# كلوديا أوغستا
كلوديا أوغستا ( تلفظ لاتيني: [ˈklawdɪa]، يناير 63م - أبريل 63م) هي الابنة الوحيدة للإمبراطور الروماني نيرون من قبل زوجته الثانية الإمبراطورة بوباي سابينا . ولدت في أنتيوم (أنسيو) في 21 يناير 63.

## روابط خارجية
- يمكن رؤية عملة رومانية لكلوديا أوغستا في